# Teorema de Herão

Um triângulo com lados a, b e c

Na geometria, a fórmula de Heron (ou fórmula de Hero) fornece a área de um triângulo em termos dos comprimentos dos seus três lados {\displaystyle a}, {\displaystyle b} e {\displaystyle c}. Definindo {\displaystyle s} como o semiperímetro do triângulo, dado por {\displaystyle s={\frac {1}{2}}(a+b+c)}, a área {\displaystyle A} é calculada por:
{\displaystyle A={\sqrt {s(s-a)(s-b)(s-c)}}.}
A fórmula recebe o nome do engenheiro do século I, Heron de Alexandria (ou Hero), que a demonstrou em sua obra Metrica, embora provavelmente fosse conhecida séculos antes.

## Exemplo
Considere o triângulo {\displaystyle \triangle ABC} com lados {\displaystyle a=4}, {\displaystyle b=13} e {\displaystyle c=15}. O semiperímetro é:
{\displaystyle s={\frac {1}{2}}(a+b+c)={\frac {1}{2}}(4+13+15)=16.}
Assim, {\displaystyle s-a=12}, {\displaystyle s-b=3} e {\displaystyle s-c=1}. A área é dada por:
{\displaystyle {\begin{aligned}A&={\sqrt {s(s-a)(s-b)(s-c)}}\\[3mu]&={\sqrt {16\cdot 12\cdot 3\cdot 1}}\\[3mu]&=24.\end{aligned}}}
Neste exemplo, os lados e a área são inteiros, caracterizando um triângulo heroniano. No entanto, a fórmula de Heron funciona igualmente para lados que são reais, desde que obedeçam à desigualdade triangular estrita, definindo um triângulo no plano euclidiano com área positiva.

## Expressões Alternativas
A fórmula de Heron pode ser expressa diretamente em termos dos lados, sem usar o semiperímetro, de várias formas:
{\displaystyle {\begin{aligned}A&={\frac {1}{4}}{\sqrt {(a+b+c)(-a+b+c)(a-b+c)(a+b-c)}}\\[6mu]&={\frac {1}{4}}{\sqrt {2(a^{2}b^{2}+a^{2}c^{2}+b^{2}c^{2})-(a^{4}+b^{4}+c^{4})}}\\[6mu]&={\frac {1}{4}}{\sqrt {(a^{2}+b^{2}+c^{2})^{2}-2(a^{4}+b^{4}+c^{4})}}\\[6mu]&={\frac {1}{4}}{\sqrt {4(a^{2}b^{2}+a^{2}c^{2}+b^{2}c^{2})-(a^{2}+b^{2}+c^{2})^{2}}}\\[6mu]&={\frac {1}{4}}{\sqrt {4a^{2}b^{2}-(a^{2}+b^{2}-c^{2})^{2}}}.\end{aligned}}}
Após expansão, a expressão sob a raiz é um polinômio quadrático dos quadrados dos lados {\displaystyle a^{2}}, {\displaystyle b^{2}} e {\displaystyle c^{2}}.
A mesma relação pode ser expressa usando o determinante de Cayley-Menger:
{\displaystyle -16A^{2}={\begin{vmatrix}0&a^{2}&b^{2}&1\\a^{2}&0&c^{2}&1\\b^{2}&c^{2}&0&1\\1&1&1&0\end{vmatrix}}.}

## História
A fórmula é atribuída a Heron de Alexandria (fl. 60 d.C.), que a demonstrou em Metrica. O historiador matemático Thomas Heath sugeriu que Arquimedes a conhecia dois séculos antes. Como Metrica é uma coletânea do conhecimento matemático da antiguidade, a fórmula pode ser ainda mais antiga.
Uma fórmula equivalente foi descoberta pelo matemático chinês Qin Jiushao, publicada em Tratado Matemático em Nove Seções (1247):
{\displaystyle A={\frac {1}{2}}{\sqrt {a^{2}c^{2}-\left({\frac {a^{2}+c^{2}-b^{2}}{2}}\right)^{2}}}.}

## Provas
Existem várias maneiras de demonstrar a fórmula de Heron, como usando trigonometria, o incentro e uma excircunferência, o teorema de De Gua (para triângulos agudos) ou como caso especial da fórmula de Brahmagupta (quadrilátero cíclico degenerado).

### Prova trigonométrica com a lei dos cossenos
Uma prova moderna, usando álgebra, segue: Sejam {\displaystyle a}, {\displaystyle b}, {\displaystyle c} os lados e {\displaystyle \alpha }, {\displaystyle \beta }, {\displaystyle \gamma } os ângulos opostos. Pela lei dos cossenos:
{\displaystyle \cos \gamma ={\frac {a^{2}+b^{2}-c^{2}}{2ab}}.}
Segue que:
{\displaystyle \sin \gamma ={\sqrt {1-\cos ^{2}\gamma }}={\frac {\sqrt {4a^{2}b^{2}-(a^{2}+b^{2}-c^{2})^{2}}}{2ab}}.}
A altura sobre a base {\displaystyle a} é {\displaystyle b\sin \gamma }, e a área é:
{\displaystyle {\begin{aligned}A&={\frac {1}{2}}({\text{base}})({\text{altura}})\\[6mu]&={\frac {1}{2}}ab\sin \gamma \\[6mu]&={\frac {1}{4}}{\sqrt {4a^{2}b^{2}-(a^{2}+b^{2}-c^{2})^{2}}}\\[6mu]&={\frac {1}{4}}{\sqrt {(a+b+c)(-a+b+c)(a-b+c)(a+b-c)}}\\[6mu]&={\sqrt {s(s-a)(s-b)(s-c)}}.\end{aligned}}}

### Prova algébrica com o teorema de Pitágoras

Triângulo com altura dividindo a base em

Por teorema de Pitágoras, {\displaystyle b^{2}=h^{2}+d^{2}} e {\displaystyle a^{2}=h^{2}+(c-d)^{2}}. Subtraindo, obtém-se {\displaystyle a^{2}-b^{2}=c^{2}-2cd}, donde:
{\displaystyle d={\frac {-a^{2}+b^{2}+c^{2}}{2c}}.}
A altura é {\displaystyle h^{2}=b^{2}-d^{2}}. Substituindo {\displaystyle d} e usando a identidade da diferença de quadrados:
{\displaystyle {\begin{aligned}h^{2}&=b^{2}-\left({\frac {-a^{2}+b^{2}+c^{2}}{2c}}\right)^{2}\\[6mu]&={\frac {(2bc-a^{2}+b^{2}+c^{2})(2bc+a^{2}-b^{2}-c^{2})}{4c^{2}}}\\[6mu]&={\frac {4s(s-a)(s-b)(s-c)}{c^{2}}}.\end{aligned}}}
A área é:
{\displaystyle A={\frac {ch}{2}}={\sqrt {s(s-a)(s-b)(s-c)}}.}

## Estabilidade Numérica
A fórmula de Heron, como apresentada, é numericamente instável para triângulos com ângulos muito pequenos em aritmética de ponto flutuante. Uma alternativa estável, ordenando {\displaystyle a\geq b\geq c}, é:
{\displaystyle A={\frac {1}{4}}{\sqrt {(a+(b+c))(c-(a-b))(c+(a-b))(a+(b-c))}}.}

## Generalizações
A fórmula de Heron é um caso especial da fórmula de Brahmagupta para quadrilátero cíclico, obtida ao zerar um lado. Para um quadrilátero cíclico de lados {\displaystyle a}, {\displaystyle b}, {\displaystyle c}, {\displaystyle d} e semiperímetro {\displaystyle s={\frac {1}{2}}(a+b+c+d)}:
{\displaystyle K={\sqrt {(s-a)(s-b)(s-c)(s-d)}}.}
Ambas são casos especiais da fórmula de Bretschneider para quadriláteros gerais.

## Ver Também
- Fórmula da área de um paralelogramo
- Fórmula de Brahmagupta

## Ligações Externas
- Weisstein, Eric W. «Fórmula de Heron». MathWorld (em inglês)
- Prova do Teorema de Pitágoras com a Fórmula de Heron no cut-the-knot